# Роберт Долд

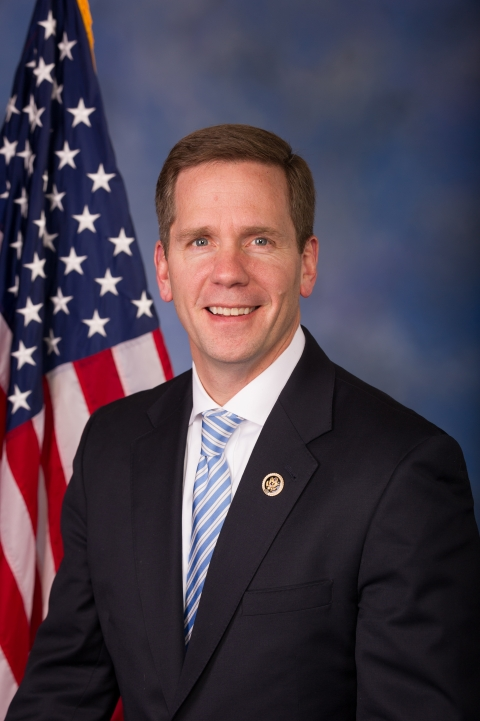
Роберт Долд

Роберт Джеймс «Боб» Долд-молодший (англ. Robert James «Bob» Dold, Jr.; нар. 23 червня 1969, Віннетка, Іллінойс) — американський політик-республіканець, член Палати представників США (2011–2013, з 2015).
У 1991 р. він закінчив Університет Денісона у Гранвілі (штат Огайо), у 1996 р. отримав ступінь доктора права в Університеті Індіани у Блумінгтоні, а у 2000 р. — ступінь MBA у Північно-Західному університеті. Долд керував родинною компанією Rose Pest Solutions.
З 1991 по 1993 р. він працював в адміністрації віце-президента США Дена Квейла, з 1997 по 1999 р. був юридичним радником Комітету з нагляду та урядової реформи у Палаті представників США.
Одружений, має трьох дітей.